# Roger I de Sicília
Roger I de Sicília (1031? - 22 de juny de 1101), anomenat Bosso o el Gran Comte, va ser el darrer gran líder de la Conquesta normanda de la Itàlia meridional, esdevenint el comte de Sicília des del 1071 fins a la seva mort.

## Família
Roger va ser el fill petit de Tancred d'Hauteville (senyor de Cotentin) i la seva segona esposa Fredesinna. El primer fill de Roger va ser un bastard de nom Jordà, que morí abans que ell. El seu segon fill, Jofré, podia haver estat també un bastard, o bé un fill de la primera o segona esposa. En qualsevol cas, en ser lepròs, no tenia opcions d'heredar el regne.
El primer matrimoni de Roger, celebrat el 1061, fou amb Judit d'Evreux, filla del comte Guillem d'Evreux. Judit morí el 1076 després de donar-li quatre filles:
- ?, esposa d'Hug de Gircea.
- Matilde (1062-?), esposa de Robert d'Eu i posteriorment de Ramon IV de Tolosa.
- Adelisa (?-1096), casada amb el comte Enric de Sant'Angelo.
- Emma (?-1120), casada amb Guillem Vi d'Auvergne i posteriorment amb Rodolf de Montaescaglioso.

El 1077 Roger es casà en segones núpcies amb Eremburga de Mortain, filla del comte Guillem de Mortain. Els fills de la parella foren:
- Mauger, comte de Troina.
- Matilde, esposa del comte Guigues III d'Albon.
- Muriel, esposa de Josbert de Lucy.
- Constança, esposa de Conrad d'Itàlia.
- Felícia, esposa de Coloman d'Hongria.
- Violant, esposa de Robert de Borgonya.
- Flandina, esposa d'Enric del Vasto.
- Judit, esposa de Robert I de Bassunvilla.

El 1087 Roger celebrar el seu tercer matrimoni amb Adelaida del Vasto, neta del Senyor de Savona Bonifaci. Van ser pares de:
- Simó, comte de Sicília.
- Matilde, esposa del comte Ranulf II d'Alife.
- Roger, rei de Sicília.
- Maximil·la, esposa d'Hildebrand VI d'Aldobrandeschi.

## Conquesta de Sicília
Vers l'any 1048 va abandonar la Normandia i es desplaçà al sud d'Itàlia, on els seus germans grans ja feia temps que combatien com a mercenaris intervenint en les disputes internes i contra el domini romà d'Orient. Els normands acabarien establint el seu propi comtat.
Roger i el seu germà Robert Guiscard van prendre part a la conquesta de Calàbria, i mitjançant un tractat establiren un condomini pel qual cada germà esdevenia propietari de la meitat indivisa de cada castell i vila de Calàbria.

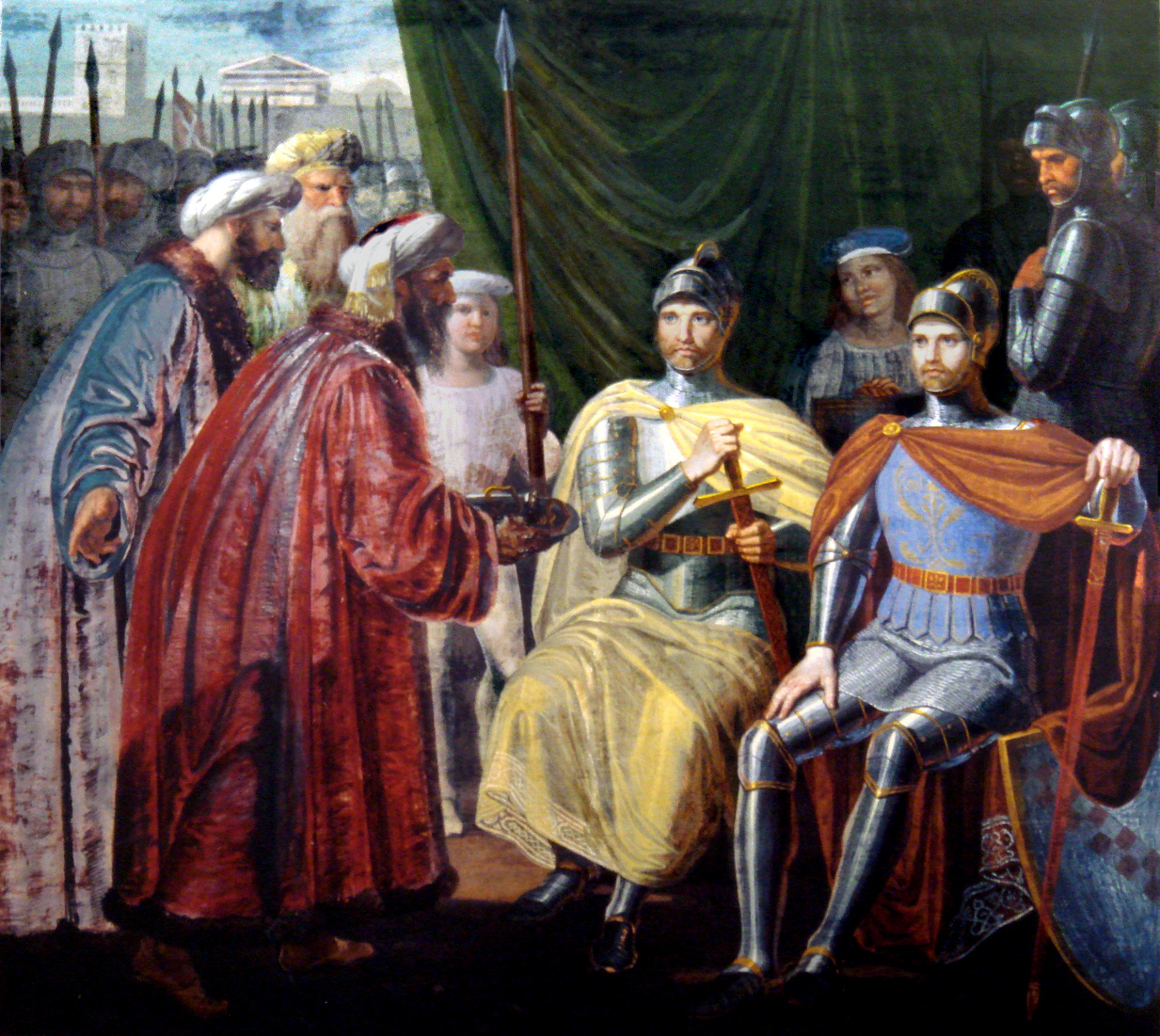
Roger rebent les claus de Palerm (Giuseppe Patania, 1830)

El maig de 1060 els dos germans es van embrancar en la conquesta del regne sarraí de Sicília aprofitant la divisió interna entre les ciutats de Siracusa i Agrigent. Van prendre Messina, i el gener de 1072 van ocupar Palerm. Tot i que els normands encara no controlaven la totalitat de l'illa, el seu germà gran Robert li va cedir els territoris sicilians retenint-ne Palerm, la meitat de Messina, i la Val Demone al nord-est. No va ser, però, fins a l'any 1085 que Roger expandí el poder a tota l'illa. El 1086 va rendir-se Siracusa, i amb la caiguda de Netum el febrer de 1091 la conquesta normanda de Sicília va completar-se.
L'any 1085 el seu germà Robert va morir, i tot i que els seus territoris passaren al seu fill Roger Borsa, Roger de Sicília es convertí en el cap de la família Hauteville. Roger va ajudar al seu nebot a defensar-se de l'usurpador Bohemon, i a canvi aquest li va cedir la meitat de Calàbria que li pertocava i la ciutat de Palerm. El papa Urbà II, satisfet de l'ascens d'un noble catòlic que havia expulsat els sarraïns i els grecs del sud de la península Itàlica, va formalitzar el nou domini nomenant Roger comte de Sicília i Calàbria, i investint-lo amb el poder de nomenar bisbes.

## Consolidació dels dominis
Roger va dedicar la resta de la seva vida a consolidar el nou comtat establint les bases del futur regne de Sicília. Va restaurar el cristianisme com a religió oficial i inicià un procés de llatinització, tot i respectar els diversos costums, llengües i religions dels seus habitants. Va distribuir els feus entre els seus vassalls normands, francesos i italians.
L'any 1091 emprengué una expedició per conquerir Malta, i després de la rendició de Mdina l'illa esdevingué tributària del regne normand. Aquesta acció causà l'alliberament d'un gran nombre de presoners cristians, que Roger va repatriar.
Roger va morir el 22 de juny de 1101, als setanta anys, i fou enterrat a l'església de la Santa Trinitat de Mileto. Fou succeït pel seu fill Simó.